# Prześladowca 3
Prześladowca 3 (ang. Joy Ride 3: Road Kill) – amerykański film fabularny z 2014 roku, napisany i wyreżyserowany przez Declana O’Briena, z Jessem Hutchem, Kenem Kirzingerem i Kirsten Prout obsadzonymi w rolach głównych. Jest to sequel thrillerów Prześladowca (2001) oraz Prześladowca 2 (2008), kontynuujący przedstawiony w nich wątek seryjnego mordercy-kierowcy ciężarówki. Premiera filmu odbyła się 9 czerwca 2014.

## Obsada
- Jesse Hutch − Jordan Wells
- Kirsten Prout − Jewel McCaul
- Ben Hollingsworth − Mickey Cole
- Leela Savasta − Alisa Rosado
- Gianpaolo Venuta − Austin Moore
- Jake Manley − Bobby Crow
- Dean Armstrong − oficer Williams
- Ken Kirzinger − Rusty Nail